# إسحاق ك. فولر
إسحاق ك. فولر (بالإنجليزية: Isaac C. Fowler)‏ هو سياسي أمريكي، ولد في 2 سبتمبر 1831 في الولايات المتحدة، وتوفي في 1904. حزبياً، نشط في Readjuster Party ‏.